# Cvet z juga
Cvet z juga (pol.: kwiat południa) – utwór muzyczny słoweńskiej piosenkarki Alenki Gotar. Piosenka reprezentowała Słowenię podczas 53. Konkursu Piosenki Eurowizji w 2007 roku.

## Historia utworu

### EMA 2007
Utwór został zgłoszony do słoweńskich selekcji do 52. Konkursu Piosenki Eurowizji - EMA 2007 (Evrovizijska Melodija), zakwalifikowany został do dwudziestu czterech półfinałowych propozycji.  Awansowała do finału, który ostatecznie zakwalifikowała do superfinał, otrzymując w sumie 64759 głosy w dwóch rundach głosowania: najpierw aby wyłonić najlepsze dwa utwory, a następnie – zwycięzcę.

### Konkurs Piosenki Eurowizji
10 maja 2007 roku utwór został zakwalifikowany do finału konkursu po otrzymaniu w sumie 140 głosów. W finale 12 maja piosenka otrzymała piętnaste miejsce po otrzymaniu 66 głosów.